# Saillans, Gironde
Saillans är en kommun i departementet Gironde i regionen Nouvelle-Aquitaine i sydvästra Frankrike. Kommunen ligger i kantonen Fronsac som tillhör arrondissementet Libourne. År 2022 hade Saillans 368 invånare.

## Befolkningsutveckling
Antalet invånare i kommunen Saillans
Referens:INSEE